# Mrs Dalloway
Mrs. Dalloway é um romance histórico de Virginia Woolf publicado em 14 de maio de 1925 que narra um dia na vida de Clarissa Dalloway, uma socialite ficcional que vive na Inglaterra pós-Primeira Guerra Mundial. É um dos romances mais famosos de Woolf.
Criado a partir de dois contos, Mrs. Dalloway in Bond Streed e o inacabado The Prime Minister, o romance mostra as preparações de Clarissa para uma festa que ela hospedará nessa noite. Com uma perspectiva interior, a história passa pelo futuro e pelo passado no tempo e dentro e fora da mente dos personagens para construir uma imagem da vida de Clarissa e da sua estrutura social entreguerras. Foi incluído na lista dos 100 melhores livros de todos os tempos do The Guardian de maio de 2002 e na da Time de outubro de 2005 dos 100 melhores livros em inglês escritos desde 1923.

## Resumo do enredo

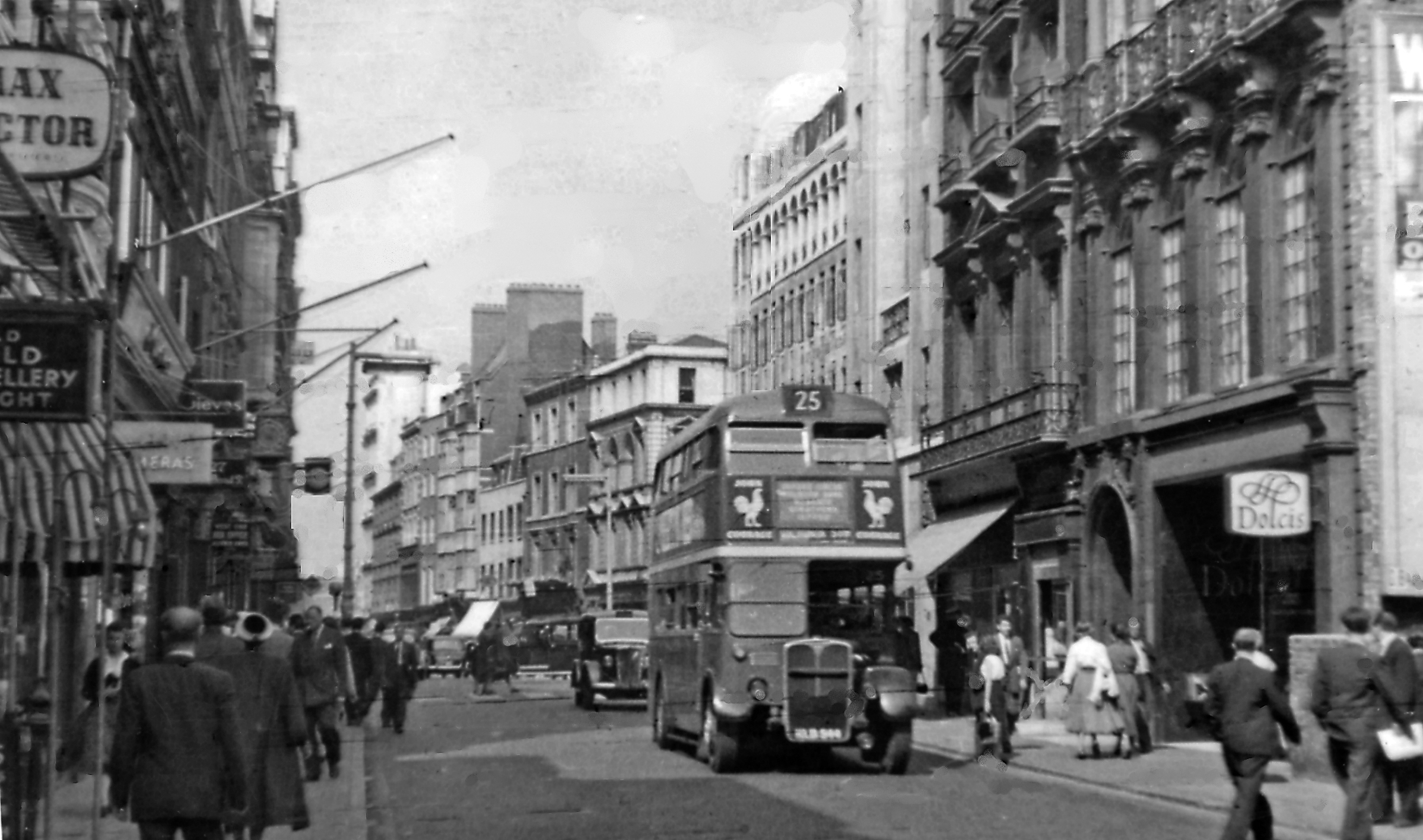
Fotografia de 1955 da rua Bond Street, uma das localidades do romance.

Clarissa Dalloway anda por Londres durante a manhã, preparando-se para hospedar uma festa nessa noite. O bom tempo do dia lembra-a da sua juventude vivida no campo, em Bourton, e faz questionar-se sobre a sua escolha de marido; ela casou-se com o confiável Richard Dalloway, ao invés do enigmático e exigente Peter Walsh, sem ter tido “a opção” de poder estar com Sally Seton. Peter reaviva esses conflitos ao prestar uma visita nessa manhã.
Septimus Warren Smith, um veterano da Primeira Guerra Mundial que sofre de neurose de guerra, passa o seu dia no parque com a sua esposa italiana Lucrezia, onde Peter Walsh os observa. Septimus tem visitas frequentes e indecifráveis alucinações, a maior parte relacionada ao seu grande amigo Evans, que morreu na guerra.
Mais tarde nesse dia, após ser receber a recomendação de internamento forçado em um hospital psiquiátrico, ele comete suicídio pulando da janela.
A festa de Clarissa nessa noite é um lento sucesso. Nela comparece a maior parte dos personagens que ela encontrou no livro, incluindo pessoas do seu passado. Ela ouve falar na festa sobre o suicídio de Septimus e gradualmente passa a admirar esse ato alheio, que vê como uma tentativa de preservar a pureza da sua felicidade.

## Estilo
Em Mrs. Dalloway, toda a ação, com exceção dos flashbacks e flashforwads, tomam lugar em um único dia de junho. É um exemplo de narração em fluxo de consciência: cada cena capta os pensamentos que vêm a determinado personagem. No romance, Woolf acaba com as diferenças entre discurso direto e indireto, alternando livremente o seu modo de narração entre descrição onisciente, monólogo interior indireto e solilóquio. A narração segue dessa forma pelo menos vinte personagens, mas a maior parte do livro é gasta em Clarissa Dalloway e Septimus Smith.
Devido a similaridades estruturais e estilísticas, é comum pensar que Mrs. Dalloway é uma resposta ao Ulysses, de James Joyce, um livro considerado um dos melhores romances do século XX (apesar de a própria Woolf, escrevendo em 1928, aparentemente rejeitar isso. No seu ensaio Modern Fiction, Woolf elogiou Ulysses, dizendo que a cena no cemitério, “em qualquer primeira leitura, dificilmente não é considerada uma obra-prima”. A Hogarth Press, dirigida pelo seu marido Leonard Woolf, teve que recusar a oferta de publicar o romance em 1919, devido à lei contra obscenidade vigente na Inglaterra, bem como os problemas práticos de publicar um texto tão volumoso.
Woolf divulgou algumas partes de Mrs. Dalloway ainda enquanto trabalhava no romance. Um ano antes de sua publicação, ela deu uma palestra na Universidade de Cambridge chamada de Character in Fiction, revista e renomeada mais tarde no mesmo ano sob o título de Mr. Bennett e Mrs. Brown.

## Temas

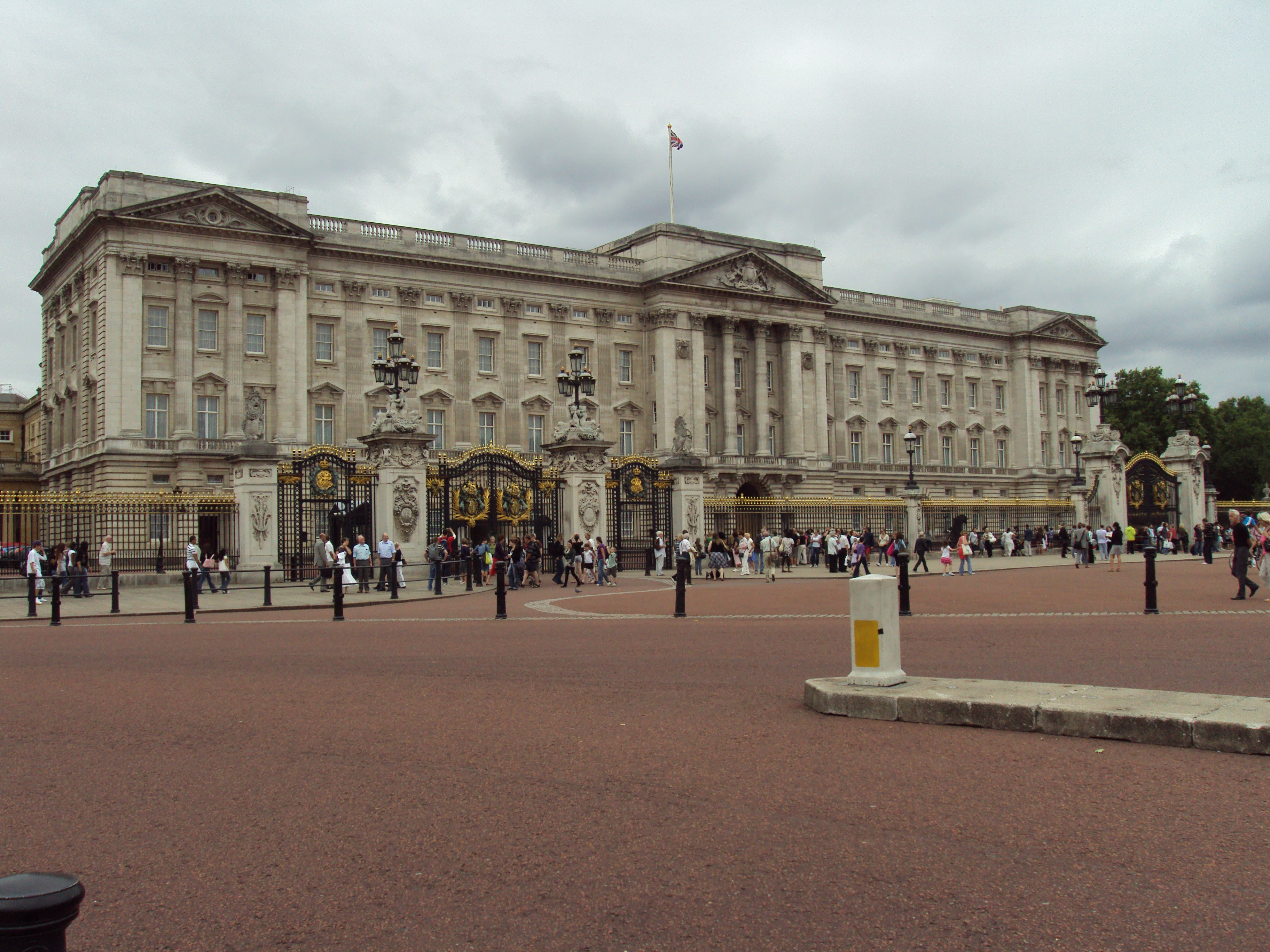
Buckingham Palace, onde Richard, o marido de Mrs. Dalloway, trabalha.

O romance tem dois focos narrativos envolvendo dois personagens diferentes (Clarissa Dalloway e Septimus Smith); em cada narrativa há um determinado tempo e lugar no passado aos quais os personagens principais recorrem com frequência nas suas mentes. Para Clarissa, o “presente contínuo” (termo de Gertrude Stain) que lhe invade a mente durante todo o dia em Londres apresenta-se como a sua juventude disputada por vários pretendentes em Bourton. Para Septimus, o “presente contínuo” que lhe invade a mente apresenta-se como o tempo em que era soldado durante a Primeira Guerra Mundial, principalmente na forma de Evans, seu companheiro falecido.

### Psiquiatria
Septimus, como o protagonista com neurose de guerra, representa uma crítica ao tratamento de doenças mentais e depressão. Woolf ataca o discurso médico através do declínio e suicídio de Septimus; seus médicos fazem julgamentos precipitados sobre sua condição, falam com ele principalmente através da sua esposa e desconsideram as suas confissões urgentes antes mesmo que ele possa dizê-las. Rezia afirma que Septimus “não estava doente. O doutor Holmes disse que não havia nada de errado com ele”.
Woolf vai além da crítica ao tratamento psiquiátrico. Usando as personalidades de Clarissa e Rezia, ela cria o argumento de que as pessoas só podem interpretar a neurose de guerra de Septimus de acordo com as suas próprias normas culturais. Ao longo do romance, Clarissa não se encontra com Septimus. A realidade de Clarissa é completamente diferente da de Septimus; a sua presença em Londres é desconhecida até que a sua morte torna-se o centro de uma conversa na sua festa. Ao nunca permitir a esses personagens que se encontrem, Woolf sugere que problemas psiquiátricos podem ser tratados sem a intromissão de outros, que não são afetados por eles, mesmo que tenham que testemunhá-los. Isso permite que Woolf entrelace a sua crítica ao tratamento dos problemas mentais com o seu foco principal, que é a crítica da estrutura social de classes. Seu uso de Septimus como o estereótipo do homem que volta traumatizado da guerra é o seu jeito de mostrar que ainda havia resquícios da Primeira Guerra Mundial na Londres de 1923. Esses resquícios afetam Mrs. Dalloway e diversas gerações de leitores. A abordagem da neurose de guerra, ou stress pós-traumático, foi uma importante novidade para a literatura inglesa pós-guerra do começo do século XX.
Há semelhanças entre as condições de Septimus e a luta de Woolf com o seu transtorno bipolar (ambos alucinam que pássaros cantam em grego, e Woolf tentou uma vez se jogar de uma janela, como Septimus faz). Woolf também recebeu tratamento para o seu problema em diversos asilos, a partir do que desenvolveu-se o seu desprezo aos médicos. Woolf mais tarde suicidou-se por afogamento.
No projeto original de Woolf para o romance Clarissa suicida-se durante a sua festa. Nessa versão original, Septimus (a quem Woolf chama de “um duplo” de Mrs. Dalloway) não existe.

### Questões existenciais
Quando Peter Walsh vê uma jovem na rua e a persegue por meia hora, ele percebe que a sua relação com a jovem foi “inventada, como é inventada a melhor parte de uma vida”. Focando os pensamentos e percepções dos personagens, Woolf dá ênfase à importância dos pensamentos particulares, em detrimento a eventos concretos que ocorrem na vida de uma pessoa. A maior parte do enredo de Mrs. Dalloway consiste em feitos que os personagens conquistam subjetivamente.
Instigada pelo seu problema de saúde, Clarissa Dalloway é mostrada como uma mulher que aprecia a vida. A sua afeição em fazer festas vem do desejo de unir as pessoas e criar momentos felizes. Seu charme, de acordo com Peter Walsh, que a ama, é um sentimento de felicidade de viver, sempre resumido pela frase: “Lá vai ela”. Ela interpreta a morte de Septimus Smith como um tentativa de abarcar a vida, e o seu humor continua calmo, mesmo que ela tenha ouvido sobre isso no meio de sua festa.

### Feminismo
A personagem de Clarissa é vista muitas vezes como um retrato da sociedade do entreguerras, representando o típico papel feminino mostrado no poema The Angel in the House, de Coventry Patmore, onde vê-se um casamento comum e a repressão econômica e política sofrida pelas mulheres burguesas, cujo narcisismo também é abordado, já que elas ignoram as dificuldades enfrentadas pelas mulheres pobres. Ao mesmo tempo em que adota as expectativas em torno de uma esposa de um político, mantém suas próprias características.
Sally Seton, a velha amiga a quem Clarissa admira, é lembrada como uma grande mulher independente: ela fuma cigarros, certa vez correu pelo corredor pelada para pegar uma bucha e declara opiniões controversas para ver a reação das pessoas. Quando Clarissa a reencontra, Sally acaba por revelar-se a típica dona de casa, casada com um homem rico e mãe de cinco filhos.

### Homo e bissexualidade
Clarissa sente uma forte atração por Sally Seton em Bourton. Trinta e cinco anos depois, Clarissa ainda vê o momento em que elas beijaram-se como o mais feliz de sua vida. Admite a si mesma sentir por Sally “um sentimento do tipo dos homens”, mas não vê isso como algo homossexual.
De forma parecida, Septimus é atraído pela figura de seu querido amigo Evans. Evans, seu tenente, é descrito como “retraído na presença de mulheres”. O narrador descreve o comportamento de Septimus e Evans como o de “dois cães brincando e brigando”, que, inseparavelmente, “partilham das coisas, brigam entre si, desentendem-se...” O escritor Jean E. Kennard afirma que “partilham” poderia facilmente ser interpretado “à maneira de E. M. Forster”, expressão que na época era usada para descrever relações homossexuais. Kennard é um dos críticos que destacam a “crescente repulsa à ideia do sexo heterossexual” de Septimus, que “abstém-se sexualmente de Rezia e sente que ‘o negócio da copulação era repulsivo para ele antes mesmo do fim’”.

## Outras aparições
A personagem de Mrs. Dalloway também aparece em outros textos de Virginia Woolf, notadamente seu primeiro romance, A viagem (1915), entre cinco contos em que ela novamente interpreta o papel de anfitriã:
- The new dress, em que um convidado consciencioso usa um vestido novo no evento;
- The introduction, cujo protagonista é Lily Everit;
- Together and apart, em que Mrs. Dalloway faz as apresentações entre os protagonistas do conto;
- The man who loved his kind, em que Richard, o marido de Mrs. Dalloway, convida um colega de escola, que acaba por achar o encontro extremamente desconfortável;
- A summing up, em que um casal encontra-se no jardim de Mrs. Dalloway.

Todos esses contos, com exceção de The introduction, estão presentes nas coleções A casa de Carlyle e outros esboços (2003) e Mrs. Dalloway’s Party.

## Adaptações cinematográficas
- Mrs. Dalloway (1997), filme dirigido pela diretora alemã Marleen Gorris. É a primeira adaptação cinematográfica do romance, cujo roteiro foi adaptado pela atriz britânica Eileen Atkins e protagonizado por Vanessa Redgrave. O elenco conta também com Natascha McElhone, Lena Headey, Rupert Graves, Michael Kitchen, Alax Cox, Sarah Badel e Katie Carr.[15]
- As horas (2002), adaptação do romance de mesmo nome de Michael Cunningham, dirigida pelo inglês Stephen Daldry. O livro é uma releitura da obra de Woolf, focando em Mrs. Dalloway, e acompanha as vidas da editora nova-iorquina Clarissa, interpretada no filme por Meryl Streep, a dona de casa de Los Angeles Laura, por Julianne Moore, e a própria Virginia Woolf, por Nicole Kidman. As horas narra um dia na vida de três mulheres de gerações diferentes cujas vidas foram mudadas pelo romance: Woolf o escreve, Laura o lê e Clarrisa o vive.[16]